# The Chieftains 7
The Chieftains 7 es el séptimo un álbum de The Chieftains. El primer álbum que incluyó Kevin Conneff como miembro de pleno derecho de la banda. The Chieftains más tarde utilizó la melodía O'Sullivan's March en la banda sonora de la película Rob Roy.

## Listado de canciones
1. Away We Go Again – 6:22
2. Dochas – 3:47
3. Hedigan's Fancy – 3:47
4. John O'Connor And The Ode To Whiskey – 2:38
5. Friel's Kitchen – 4:41
6. No. 6 The Coombe – 3:50
7. O'Sullivan's March – 4:00
8. The Ace And The Deuce of Pipering – 3:23
9. The Fairies' Lamentation And Dance – 6:52
10. Oh! The Breeches Full of Stitches – 4:21

## Créditos
- Paddy Moloney – Uilleann pipes, Tin whistle
- Seán Potts – Tin whistle y huesos
- Seán Keane  – violín y tin whistle
- Martín Fay – violín y huesos
- Michael Tubridy – flauta, concertina, tin whistle
- Derek Bell - arpa, oboe, arpa céltica antigua, arpa céltica tardía, dulcémele
- Kevin Conneff - bodhrán